# منتخب بوتسوانا لاتحاد الرغبي
منتخب بوتسوانا الوطني لاتحاد الرغبي (بالإنجليزية: Botswana national rugby union team)‏ هو ممثل بوتسوانا الرسمي في المنافسات الدولية في اتحاد الرغبي .